# Endometriose
Endometriose er en kronisk betændelsestilstand, hvor væv af samme type som slimhinden i livmoderen (endometrium) også sidder uden for livmoderen. Dette væv kan sidde i æggelederne, på æggestokkene, bughinden, tarme eller urinblæren og i meget sjældne tilfælde kan endometriose også findes andre steder i kroppen. Endometriose findes typisk på bughinden som millimeter-store, mørke områder. På længere sigt dannes der arvæv, hvor de mørke områder har været, og så ses endometriosen som hvidlige indtrækninger på bughinden.
I mange tilfælde har kvinder med endometriose ingen symptomer. Man regner med, at 6-10 % af alle kvinder i den fødedygtige alder har endometriose. Blandt kvinder med problemer med at blive gravide, kan endometriose påvises hos 30- 50 %, mens disse tal er helt oppe på 30- 70 % hos kvinder med kroniske smerter i underlivet.
I de værste tilfælde er stærkere smertestillende som tramadolhydrochlorid og morfin nødvendigt, eller der kan være brug for medicin til nervesmerter som gabapentin eller amitriptylin. I mildere tilfælde kan smerterne klares med paracetamol og Ibuprofen. 
I Danmark er der to højtspecialiserede endometriose afdelinger. En på Aarhus Universitetshospital, Skejby, og en på Rigshospitalet. Såfremt man har endometriose på tarm, rektovaginalt (mellem endetarm og skede) og/eller svær endometriose skal man henvises hertil, ifølge specialevejledning fra Sundhedsstyrelsen.

## Symptomer
Der er ikke en konkret liste af symptomer, som skyldes endometriose. Mange andre sygdomme har samme symptomer som endometriose, og mange endometriosepatienter har andre diagnoser, der gør det svært at udpege, hvilke symptomer skyldes hvad. De symptomer, man oftest vil høre om, er stærke menstruationssmerter, smerter ved afføring, vandladning og samleje, samt kronisk træthed. Der nævnes også tit besvær med at blive gravid, selvom mange kan føde uden interventioner og andre kan blive gravid med interventioner som IVF. Da endometriose er en systemisk sygdom, i det hele kroppen er påvirket, burde man også gøres opmærksom på andre oplevede symptomer af selve patienter.
- Stærke menstruationssmerter
- Smerter ved afføring
- Smerter ved vandladning
- Smerter ved samleje
- Kronisk træthed

| Begreb                                    | Definition | Kilder                            |
| ----------------------------------------- | --- | --------------------------------- |
| Endometriose                              | En sygdom karakteriseret ved tilstedeværelsen af endometriumlignende epitel og/eller stroma uden for endometrium og myometrium, sædvanligvis med en forbundet inflammatorisk proces.                                                                                          | [ 9 ] [ 10 ] [ 11 ]               |
| Peritoneal/overfladisk endometriose       | Endometriumlignende vævslæsioner, der involverer den peritoneale overflade. Læsionerne kan have forskelligt udseende og farve f.eks. klar, sort osv. |                                   |
| Ovarial endometriotic cyst / endometrioma | Endometrium-lignende væv i form af ovariecyster. De kan enten være invaginationscyster eller ægte cyster, hvor cystevæggen også indeholder endometriumlignende væv og mørk blodfarvet væske, hvis farve og konsistens giver anledning til navnet 'chokoladecyster'.           | [ 11 ]                            |
| Dyb endometriose                          | Endometriumlignende vævslæsioner i maven, der strækker sig på eller under den peritoneale overflade. De er normalt nodulære, i stand til at invadere tilstødende strukturer og er forbundet med fibrose og forstyrrelse af normal anatomi.                                    | [ 12 ] [ 9 ] [ 11 ] [ 13 ] [ 14 ] |
| Tarm endometriose                         | Endometriose placeret inde i tarmvæggen. Selvom det for det meste påvirker det rectosigmoide område, kan læsioner også findes i andre dele af mave-tarmsystemet, herunder blindtarmen. Læsioner på den peritoneale overflade af tarmen betragtes som peritoneal endometriose. |                                   |
| Blære endometriose                        | Endometriose, der involverer detrusormusklen og/eller blæreepitelet. Læsioner på den peritoneale overflade af blæren betragtes som peritoneal endometriose. |                                   |
| Ekstra-abdominal endometriose             | Endometrium-lignende væv uden for bughulen. |                                   |
| Iatrogen endometriose                     | Læsioner som følge af direkte eller indirekte spredning af endometrium under operation. |                                   |
| Adhæsioner (peritoneale)                  | Bånd af fibrøst arvæv, der kan binde mave- og bækkenorganerne, inklusive tarmene og bughinden, til hinanden. De kan være tætte og tykke eller filmagtige og tynde. Adhæsioner kan induceres af endometriose som følge af sygdommens inflammatoriske proces.                   | [ 12 ]                            |